# カール・アウグスト・フォン・トゥルン・ウント・タクシス
カール・アウグスト・プリンツ・フォン・トゥルン・ウント・タクシス（Karl August Prinz von Thurn und Taxis, 1898年7月23日 - 1982年4月26日）は、ドイツの貴族、実業家。トゥルン・ウント・タクシス侯爵家家長（1971年 - 1982年）。全名はカール・アウグスト・ヨーゼフ・マリア・マクシミリアン・ラモラル・アントニウス・イグナティウス・ベネディクトゥス・ヴァレンティン (Karl August Joseph Maria Maximilian Lamoral Antonius Ignatius Benediktus Valentin Prinz von Thurn und Taxis)。

## 生涯
トゥルン・ウント・タクシス侯アルベルトとその妻でオーストリア大公ヨーゼフ・カールの娘のマルガレーテ・クレメンティーネの間の三男としてガラーツハウゼン城に生まれ、ヴュルツブルク大学で学んだ。1921年8月18日、ポルトガル王位請求者ミゲルの娘マリア・アンナと結婚した。カール・アウグストの兄フランツ・ヨーゼフと、マリア・アンナの姉イサベル・マリアもその前年に結婚していた。カール・アウグストは結婚後、レーゲンスブルクで一族の経営する企業のうち農業部門の経営を任された。
カール・アウグストはナチス・ドイツに徹底して敵対姿勢をとり、ナチ党の権力掌握後も自分の子供たちがヒトラーユーゲントに加入することを禁じていた。こうした反ナチス的な態度が災いし、1944年から1945年までランツフートのゲシュタポ監獄に収容されている。
1971年に兄フランツ・ヨーゼフが亡くなると、73歳のカール・アウグストがトゥルン・ウント・タクシス家家長を引き継いだ。家長となったカール・アウグストは、トゥルン・ウント・タクシス家の家産のうちの農業部門と森林部門の近代化に努め、使用人や家内企業の従業員のための住宅を作った。また、兄フランツ・ヨーゼフが進めていたトゥルン・ウント・タクシス家の文化遺産の保護活動も続けた。
1982年にレーゲンスブルクで亡くなり、ザンクト・エメラム修道院宮殿の墓所に葬られた。

## 子女
妻マリア・アンナとの間に2男2女の4人の子女をもうけた。
- クロティルデ・アルベルタ・マリア・フランツィスカ・クサヴェリア・アンドレア（1922年 - 2009年） - 1944年、リヒテンシュタイン侯子ヨハン・モーリッツと結婚
- マファルダ・テレジア・フランツィスカ・ヨーゼファ・マリア（1924年 - 1989年） - 1961年、トゥルン・ウント・タクシス侯子フランツと結婚
- ヨハネス・バプティスタ・デ・イェズス・マリア・ルイ・ミゲル・フリードリヒ・ボニファツィウス・ラモラル（1926年 - 1990年） - トゥルン・ウント・タクシス家家長
- アルベルト（1930年 - 1935年）

| 先代 フランツ・ヨーゼフ | トゥルン・ウント・タクシス家家長 1971年 - 1982年 | 次代 ヨハネス |